# 仙王座V
仙王座V是一颗位于仙王座的白色A型主序星。它是一颗不规则变星，视星等变化仅有0.03。